# Велика зам'ятня
Велика Зам'ятня («Велике Замішання») — у 1359—1381 роках серія міжусобних воєн у Золотій Орді, які призвели до її занепаду. Вони розкололи і суттєво ослабили центральну владу, прискоривши розпад держави. Причиною воєн стала невизначеність з престолонаслідуванням. Стара династія, після вбивства хана (царя) Бердибека, урвалася, і постало питання, хто з численних претендентів сяде на престол у Сараї. За старим законом Чингіза, нового хана Золотої Орди мала обирати рада з усіх представників роду. Але в цей час його нащадків вже було настільки багато і непорозуміння між ними настільки велике, що ця норма вже давно не виконувалась.

## Хронологія
- 1359 — вбивство хана Бердибека, останнього представника роду хана Батия. Це стало причиною появи різноманітних претендентів на ханський престол у Сараї з числа інших, східних гілок роду Джучі. Першим на престол на короткий термін вдалося сісти самозванцю Кульпі, який проголосив себе ханом і почав репресії проти частини воєначальників—емірів. У цих умовах один з них, темник Мамай, зять хана Бердибека і беклярбек, тобто правитель столичної області Сараю, не маючи змоги опиратись самозванцю, з вірними йому військами відійшов у західні області ханства, і через деякий час проголосив ханом Абдуллу, з роду Батия. Інші опальні еміри в цей час звертаються по допомогу до хана Чимтая, керівника удільної Білої Орди, який направив до Сараю свого брата Шейх—Орду, який, проте, був вбитий по дорозі до Сараю. Також в цей час, в 1359 році у Гюлістані у своєму війську проголосив себе ханом Хизир (або Кидир у староруських літописах).
- 1360
  - Січень — хан Мухаммед Навруз, що називав себе сином Джанібека і братом Бердибека, захопив Сарай-город, вбив Кульпу і двох його синів.
  - травень—червень — Хизир (Хизр або Кидир у староруських літописах), який проголосив себе ханом у Гюлістані ще в 1359 році, вступає з військом в уділ хана Навруза, в результаті зради частини старшини вбиває його, його дружину Тайдулу і вірних йому вельмож і сідає на престолі у Сарай—городі. Новий хан на невеликий період об'єднав під своєю владою великі території, активно втручався у справи руських князівств.
- 1361
  - серпень — старший син хана Хизира, Ходжа—Тимур за підтримки старшини здійснює переворот, вбиває батька і молодшого брата і сідає на сарайський престол. У цей час у Білій Орді помирає хан Чимтай, до влади приходить його син, хан Урус, який проголошує повне її відділення від Сараю. Так само відмовилась визнавати залежність від Сараю і Синя Орда на чолі з ханом Пуладом, який правив у 1350—1370 роках.
  - жовтень — після п'яти тижнів царювання, проти нового хана повстає ординська старшина на чолі з Мамаєм. Ходжа—Тимур тікає за Волгу, де його невдовзі вбивають, а ханом, за підтримки Мамая, стає нащадок Узбека Абдулла.

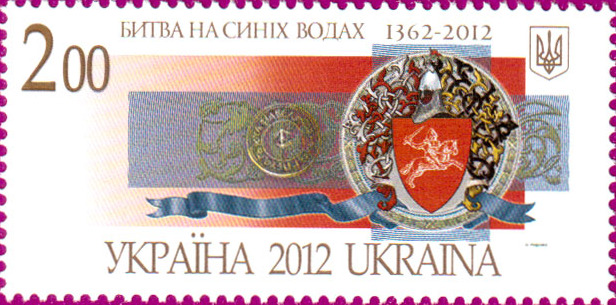
Поштова марка України 2012 року, присвячена битві на Синіх Водах

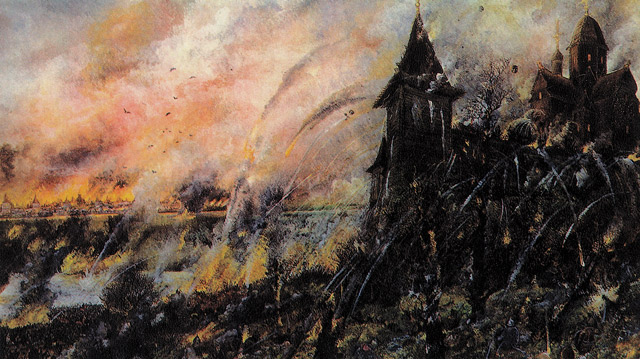
Розорення Москви Тохтамишем (малюнок Василя Сергійовича Смирнова 19 століття). Тохтамиш хотів зробити Москву прикладом того, що станеться, якщо хтось наважиться кинути виклик монгольській зверхності над руськими князівствами.

- 1362 — Битва на Синіх Водах. Литовсько-руське військо Ольгерда розбило татарське військо, звільнивши Україну від ординського панування.
- 1368 — Тросненська битва. Литовці перемогли московитів.
- 1370 — в Сараї вбивають або помирає хан Абдулла і на його місце Мамай намагається посадити хана Булака. В країні знову починаються міжусобиці.
- 1372 — Сарай захоплює хан Урус
- 1375
  - січень — на короткий час хан Булак повертає Сарай
  - червень — Сарай знову захоплює хан Урус
  - липень — Сарай знову захоплює хан Булак
  - грудень — Сарай захоплює хан Каганбек Гиясаддін
  - Експедиція на чолі з Московією проти Твері (у союзі з Мамаєм, який дав Твері "ярлик" на Володимирський престол). Договір, нав'язаний Твері, за яким вона визнавала себе "молодшим братом" Москви.[3]
- 2 серпня 1377 — Битва на річці П'яне (1377)[ru]. Мамай зненацька розбив війська Дмитра Костянтиновича у битві на річці П'яні, розграбував і спалив Нижній Новгород.[4]
- 1377 — хан Каганбек помирає і ханом стає його син Арабшах Муззаффар (Арапша староруських літописів).
- 1380
  - Мамай вбиває хан Булака. Тохтамиш захоплює престол у Сараї.
  - Куликовська битва. Військо московського князя Дмитрія Донського розбиває ординсько-литовське військо Мамая. Війська Тохтамиша переслідують темника і позбавляють його останніх залишків впливу. Зростає роль Москви. Закінчення міжусобиць.
- 1381 — Битва на річці Калка (1381). темник Мамай вбитий у Криму. Тохтамиш стає беззаперечним ханом Золотої Орди і закінчує Велику Смуту.[5]
- 1382 — Тохтамиш стає ханом та захоплює, спалює Москву. Димитрій Донський кидає Москву напризволяще і тікає на північ. Жителі Москви просять литовського князя Остея захистити місто. Князі Нижнього Новгорода-Суздаля обманом змушують москвичів здати місто, після чого війська Тохтамиша розграбовують Москву.[6]
- 1390-і — вторгнення війська середньоазійського правителя Тимура Кульгавого, розгром і небувале спустошення Золотої Орди, початок її дезінтеграції на окремі держави.